# Mobileye

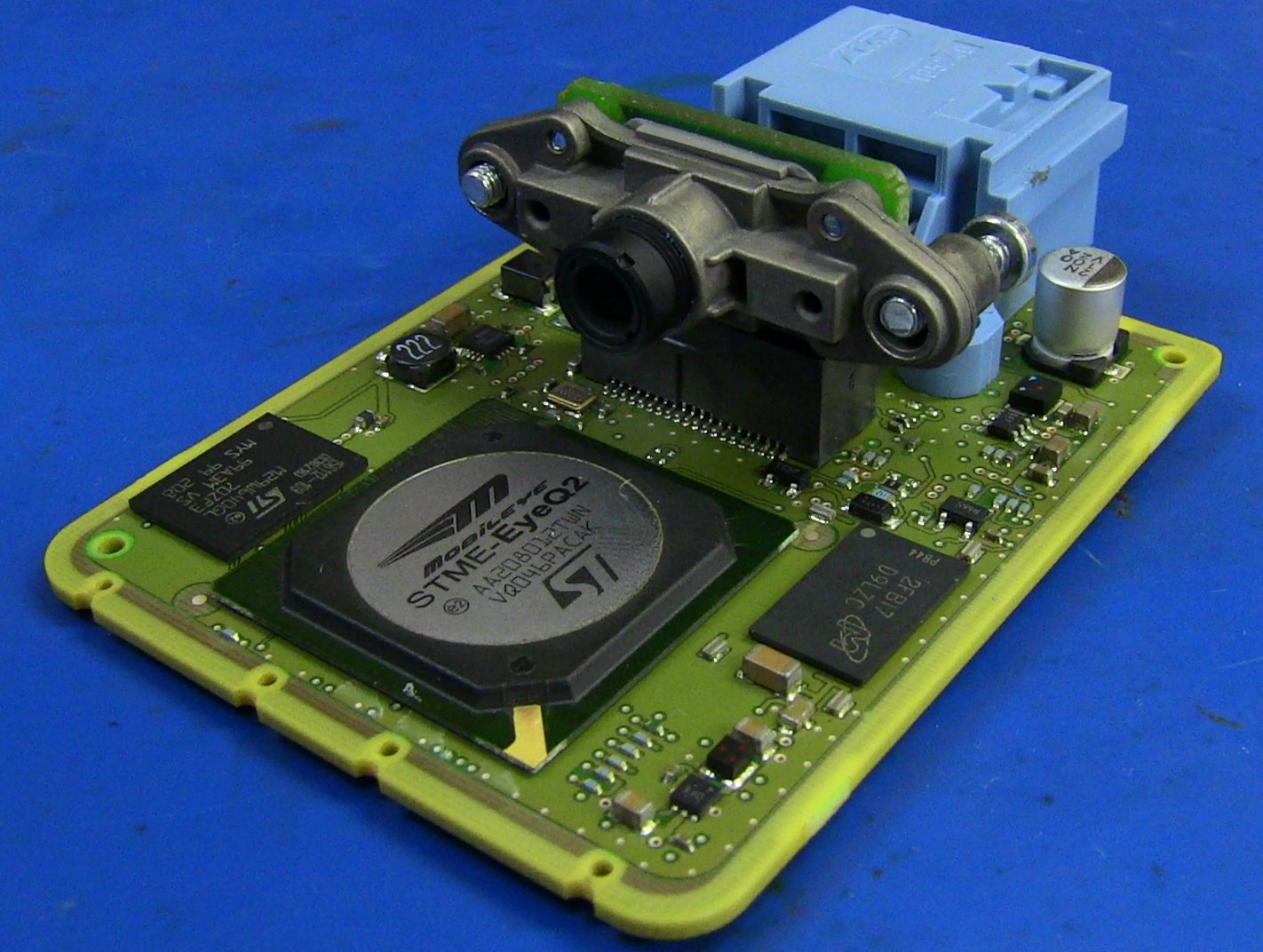
Mobileye-EyeQ2-Kameramodul aus einem Hyundai-Fahrzeug

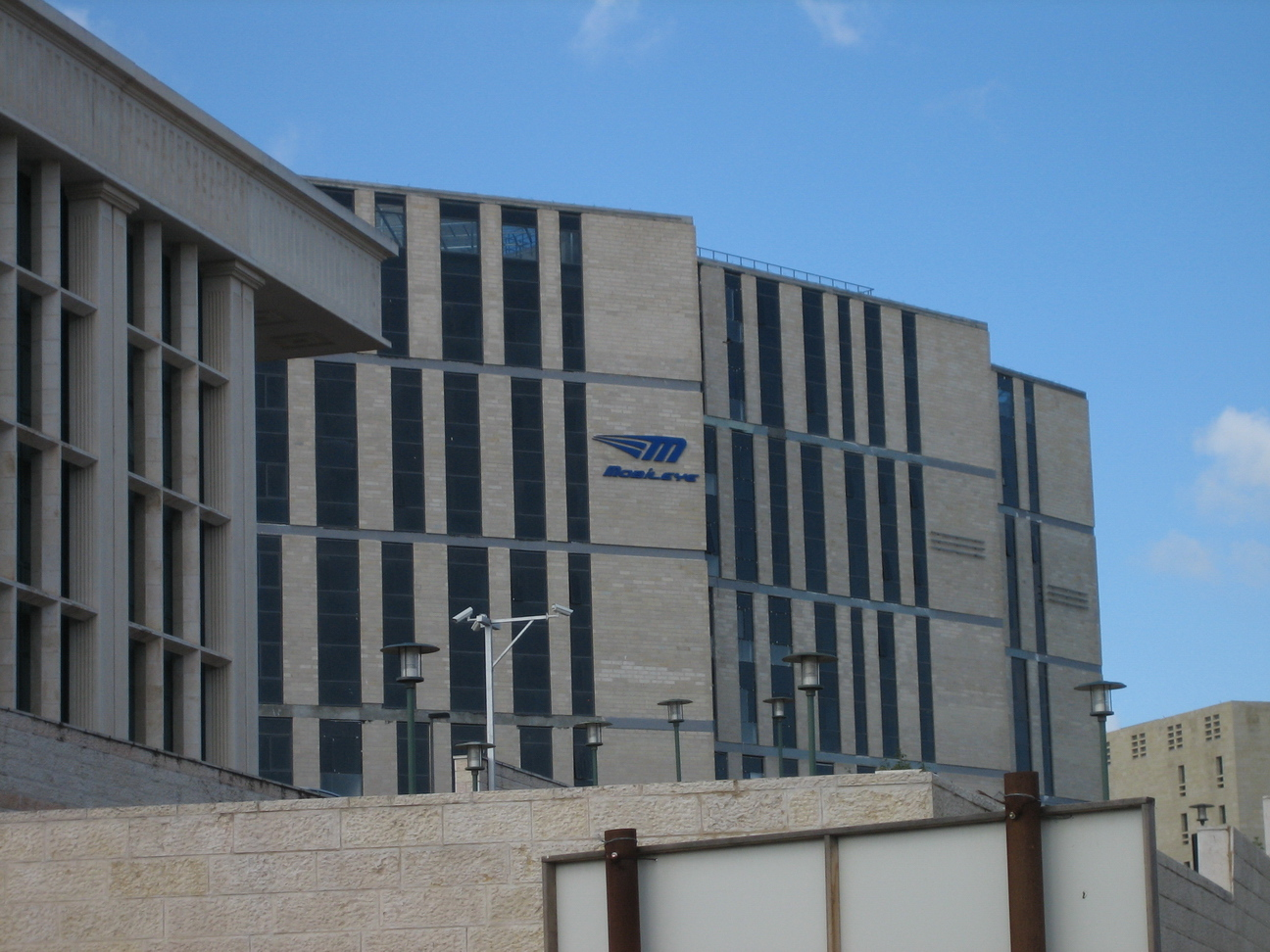
Mobileye-Zentrale in Jerusalem

Mobileye Global Inc. (hebräisch מוֹבִּילְאַיי טֶכְנוֹלוֹגְיוֹת רְאִיָּה בָּעָ״מ Mōbīlʾaī Ṭechnōlōgjōt Rəʾijjah BaʿA"M, deutsch ‚Mobileye Sichttechnologien GmbH‘) ist ein Unternehmen das autonome Fahrtechnologien und fortschrittliche Fahrerassistenzsysteme (ADAS) einschließlich Kameras, Computerchips und Software entwickelt. Im Jahr 2017 wurde Mobileye von Intel übernommen und ging 2022 erneut an die Börse.
Der Hauptsitz befindet sich in Jerusalem, Israel. Weitere Vertriebs- und Marketingbüros befinden sich in New York, USA, Shanghai, China und Tokyo, Japan. In Deutschland ist Mobileye ebenfalls vertreten und hat neben Düsseldorf weitere Geschäftsstellen in München, Karlsruhe und Neuwied.

## Geschichte
Mobileye wurde 1999 von Amnon Shashua gegründet. Der promovierte Mathematikprofessor entwickelte ein Bildverarbeitungssystem im Rahmen seiner akademischen Forschung weiter: Der grundlegende Ansatz ist eine am Fahrzeug angebrachte Kamera, die ähnlich wie das menschliche Auge die Umgebung erfasst. Seit seiner Gründung entwickelte sich das Unternehmen zu einem Automobilzulieferer, der Sicherheitstechnologien auf Basis von kostengünstigen Kameras bereitstellt.
Mobileye gründete 2004 sein erstes Forschungszentrum und brachte vier Jahre später, 2007, die erste Generation des EyeQ®1-Prozessors auf den Markt. Mit Hilfe von Echtzeitinformationen erkennt EyeQ Fahrbahnmerkmale und Gefahrenquellen und warnt Fahrer bei Bedarf. Eines der ersten Fahrzeuge, welches diese Technologie nutzte, war der BMW 7er der fünften Generation. Nachfolgende Versionen des Chips wurden 2010, 2014, 2018 und 2021 auf den Markt gebracht.
Im Jahr 2013 gab Mobileye den Verkauf von 25 Prozent seiner Anteile für 400 Millionen Dollar an eine Gruppe von Blue-Chip-Investor bekannt, was einem Unternehmenswert von rund 1,5 Milliarden Dollar entspricht.
2014 ging Mobileye an die New Yorker Börse. Das Unternehmen nahm 890 Millionen Dollar ein und stellte damit den größten Börsengang eines israelischen Unternehmens in den USA dar.
Im Jahr 2017 stellte Mobileye erstmals das Responsibility-Sensitive Safety (RSS)-Modell vor, das auf einem Forschungspapier von CEO Amnon Shashua und Chief Technology Officer, Shai Shalev-Shwartz, basiert. Das auf mathematischen Formeln basierende Modell beschreibt, was es für ein System bedeutet, sicher zu fahren. Das Modell ist auf Grund von logisch überprüfbaren Regeln und vorgeschriebenen Reaktionen auf gefährliche Situationen nachvollziehbar und reproduzierbar.
Im März 2017 kündigte Intel die Übernahme von Mobileye für 15,3 Milliarden US-Dollar an – die bisher größte Übernahme eines israelischen Technologieunternehmens.
Im Oktober 2018 kündigten Mobileye und Volkswagen an, einen autonomen Fahrdienst in Israel zu kommerzialisieren. Auf der IAA Mobility in München stellte Mobileye 2021 gemeinsam mit seinem Partner Sixt ein serienreifes Robotaxi vor.
Mobileye führte im Januar 2020 ein autonomes, nur mit Kameras ausgestattetes Auto auf den Straßen Jerusalems vor und testete die Fahrzeuge später auch in anderen Städten, u. a. in München, New York City, Paris, Tokyo und Miami.
Im Dezember 2021 kündigte Intel an, Mobileye im darauffolgenden Jahr an die Börse zu bringen, wobei das Unternehmen seine Mehrheitsbeteiligung an Mobileye behalten wollte. Im Oktober 2022 wurde Mobileye mit rund 17 Milliarden Dollar bewertet. Intel hatte 2017 knapp 15 Milliarden Dollar für die Firma bezahlt. Der Halbleiterkonzern besitzt weiterhin fast alle Stimmrechte bei Mobileye. Mobileye wählte dasselbe Börsenkürzel wie vor der Übernahme – MBLY – allerdings am Nasdaq.

## Partnerschaften
Mobileye hat eine Reihe von Partnerschaften mit Automobilherstellern geschlossen. 2016 gingen Mobileye und Delphi eine Partnerschaft ein, um gemeinsam eine Komplettlösung für automatisiertes Fahren nach SAE Level 4/5 zu realisieren. Im Mai 2017 kündigten Mobileye und Intel zudem eine Partnerschaft mit BMW und Delphi an, um ein Kooperationsmodell aufzusetzen, das skalierbare Lösungen für die gesamte Automobilindustrie sowie potentiell weitere Branchen liefern soll. Im selben Jahr kündigte Mobileye weitere Partnerschaften mit Nissan und Volkswagen an.
Im Jahr 2019 kündigten Mobileye und der chinesische Elektrofahrzeughersteller NIO eine strategische Partnerschaft an, wonach beide Unternehmen gemeinsame Level-4-Autonomie für amerikanische Nio-Modelle entwickeln wollen. Mobileye stellt dafür eine EyeQ®-basierte Computerplattform bereit, die entsprechende Mobileye-Lösungen hostet und im Car-3.0-Stacks von Nio verwendet wird.
Im Juli 2020 kündigten Mobileye und Ford an, ihre Partnerschaft weiter auszubauen. Die Mobileye-Technologie (Computerchips und Software) wird über den gesamten Produktzyklus künftiger Baureihen genutzt – einschließlich des neuen, auch in Europa erhältlichen Ford Mustang Mach-E. Ebenfalls im Jahr 2020 kündigte Mobileye eine Partnerschaft mit dem Transportunternehmen WILLER an, um einen Robotaxi-Service in Japan, Taiwan und Südostasien einzuführen. Zudem hat Mobileye im selben Jahr zusammen mit Geely eine neue Fahrerassistenzlösung entwickelt, in dem ein Mobileye Fahrerassistenzsystem zum Einsatz kommt. Im selben Jahr gab Intel bekannt, dass es Moovit, ein Anbieter Mobility-as-a-Service (MaaS)-Software, übernommen hat, um das MaaS-Angebot von Mobileye zu erweitern.

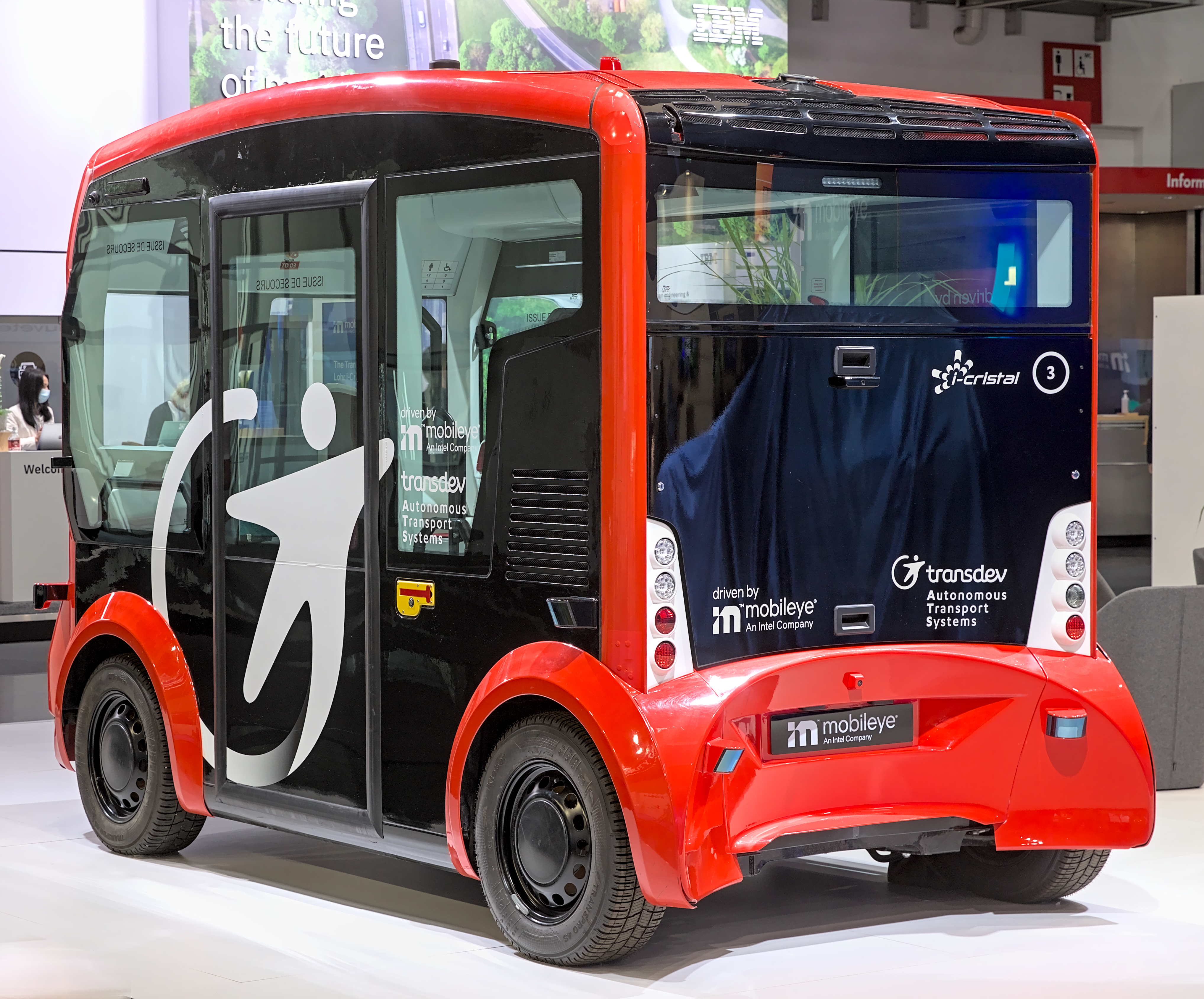
Autonomer Minibus Transdev i-Cristal

Im Februar 2021 gingen Mobileye, Transdev Autonomous Transport System (ATS) und die Lohr Group eine Partnerschaft ein, um autonome Shuttles zu entwickeln und einzusetzen. Im April kündigte Mobileye zudem eine Partnerschaft mit Udelv für das elektrische, selbstfahrende Lieferfahrzeug „Transporter“ an. Im Mai 2021 wählte die Toyota Motor Corp. Mobileye und den deutschen Zulieferer ZF aus, um ADAS (Advanced Driver Assist Systems) für eine Reihe von Fahrzeugplattformen zu entwickeln und zu liefern. Im September 2021 gaben Mobileye und Sixt auf der IAA Mobility bekannt, gemeinsam einen Robotaxi-Dienst mit selbstfahrenden Fahrzeugen auf den Markt bringen zu wollen.

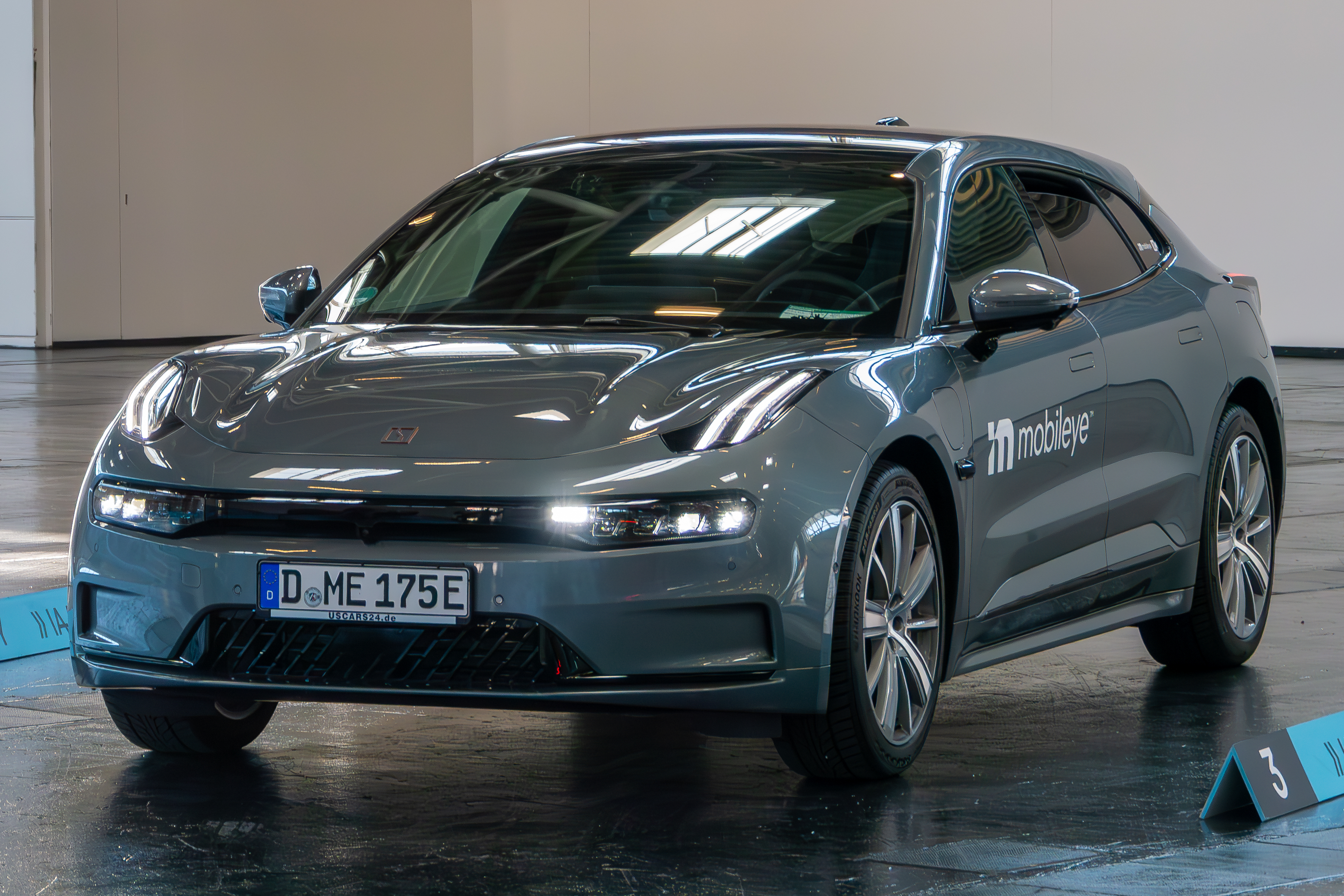
Zeekr 01 als Technologieträger für Mobileye-Lösungen

Im August 2021 gaben Mobileye und Zeekr, die zu Geely gehörende Premium-Marke für Elektromobilität, eine Partnerschaft bekannt. Im Rahmen der langfristigen Vereinbarung entwickelt Mobileye gemeinsam mit Zeekr Fahrassistenzsysteme für verschiedene Modelle. Im November 2022 wurde mit dem Zeekr 009 ein Minivan für den chinesischen Markt vorgestellt, der mit Mobileye SuperVision™ ausgestattet ist.
Im Mai 2022 gaben Mobileye und die Deutsche Bahn eine Kooperation bekannt. Ziel ist die Nutzung autonomer Fahrzeuge im öffentlichen Nahverkehr. In der Kooperation mit Mobileye sollen die DB-Töchter ioki und CleverShuttle die digitale Plattform und den Betrieb der autonomen On-Demand-Verkehre steuern.
Zudem arbeitet Mobileye seit Anfang 2023 daran, mit Holo, einem Spezialisten für autonome Mobilität, und Ruter, der öffentlichen Verkehrsbehörde von Oslo, eine Flotte von autonomen Fahrzeugen im Pilotbetrieb auf die Straßen Oslos zu bringen.
Im Mai 2023 wurde eine strategische Partnerschaft zwischen Mobileye und Porsche bekanntgegeben. Der Sportwagenbauer plant für künftige Modelle automatisierte Assistenz- sowie Navigate-on-Pilot-Funktionen anzubieten, die auf der Technologieplattform SuperVision™ von Mobileye basieren.

## Technologie
EyeQ
EyeQ ist ein System-on-a-Chip (SoC). Das SoC nutzt einen einzigen Kamerasensor, um passives/aktives ADAS und Funktionen wie automatische Notbremsung (AEB), adaptive Geschwindigkeitsregelung (ACC), Spurhalteassistenten (LC), Stauassistenten (TJA) und Kollisionswarner (FCW) bereitzustellen.  Die fünfte Generation von EyeQ ist in der Lage, vollautonome Fahrzeuge (Level 5) zu unterstützen. Mehr als 30 Automobilhersteller nutzen EyeQ für ihre Technologien zum assistierten Fahren.
Road Experience Management (REM)
Mobileyes Kartierungstechnologie namens Road Experience Management (REM) nutzt Echtzeitdaten von Fahrzeugen, die mit Mobileye-Technologie ausgestattet sind zur Lokalisierung und zum Erfassen von High-Definition-Spurdaten. Die relevanten Daten werden über Crowdsourcing und mit Hilfe von Verbraucherfahrzeugen generiert, die mit Mobileyes Fahrerassistenzsystemen ausgestattet sind und sich im regulären Straßenverkehr bewegen. Gespeichert werden die Daten in einer Cloud, um im Anschluss ein RoadBook mit lokalisierten Fahrwegen und visuellen Orientierungspunkten zu erstellen. Bereits seit 2018 generiert Mobileye die notwendigen Daten und baut die weltweite Abdeckung kontinuierlich aus. Heute werden täglich rund 4 Millionen Straßenkilometer im Roadbook erfasst.
Responsibility-Sensitive Safety (RSS)
RSS (Responsibility-Sensitive Safety) ist ein mathematisches Modell, das von Mobileye erstmals 2017 für die Sicherheit von selbstfahrenden Fahrzeugen vorgestellt wurde. Im Wesentlichen definiert RSS, was sicheres Fahren bedeutet – mit einer Reihe von logisch überprüfbaren Regeln und vorgeschriebenen Reaktionen in gefährlichen Situationen. Das Modell formalisiert menschliches Verhalten in mathematischen Formeln, die transparent und überprüfbar sind. RSS ist unabhängig vom Planungs- und Entscheidungssystem des autonomen Fahrzeugs und bietet einen Sicherheitsbereich für das Urteilsvermögen des autonomen Fahrzeugs. Es lehnt Aktionen ab, die zu einer gefährlichen Situation führen könnten, und reagiert angemessen auf unsicheres Verhalten anderer Verkehrsteilnehmender.
True Redundancy
Mobileye nutzt für das autonome Fahren der Stufe 4 zwei Systeme: ein kamerabasiertes und eines auf Basis eines Radar- und Lidarsubsystems. Bei diesem Ansatz wird zunächst das Computer-Vision-Subsystem „verdoppelt“, bevor ein Lidar-/Radar-Subsystem zur Redundanz hinzugefügt wird. True Redundancy bedeutet, dass sich beide Systeme gegenseitig ergänzen. Sollte eines der beiden ausfallen, so ist weiterhin ein vollständig funktionsfähiges System vorhanden, was so zur Sicherheit beiträgt.
Mobileye SuperVision
Mobileye SuperVision ist ein Fahrerassistenzsystem, welches die „hands-off“ Navigationsfähigkeiten eines autonomen Fahrzeugs bietet und wurde entwickelt, um Standard-Fahrfunktionen auf allen regulären Straßentypen zu bewältigen, während es immer noch die volle Aufmerksamkeit des Fahrers erfordert („eyes-on“). Mobileye SuperVision wird vom EyeQ5 SoC (System-on-a-Chip) angetrieben. SuperVision™ unterstützt Assisted Driving (Punkt-zu-Punkt) für unterschiedlichste Straßentypen, autonome Spurwechsel, Navigation an Kreuzungen, die Verwaltung zentraler Fahraufgaben, automatisches Einparken sowie präventives Lenken und Bremsen. Hierfür nutzt SuperVision™ 11 hochauflösende Kameras. Das Elektrofahrzeug Zeekr von Geely ist mit Mobileye SuperVision™ ADAS ausgestattet.
Mobileye Drive
Mobileye Drive ist eine Nachrüstlösung für das autonome Fahren auf Level 4. Sie liefert die Fahrfunktionen eines autonomen Fahrzeugs, ohne dass menschliches Eingreifen nötig ist. Mobileye setzt dabei auf zwei voneinander unabhängige Systeme, auch True Redundancy genannt. Das eine besteht aus 13 Kameras, das andere auf 9 Lidar – und 6 Radar-Sensoren.
Mobileye Chauffeur
Die erste Generation der Mobileye Chauffeur-Lösung basiert auf sechs EyeQ 5 High SoCs. Die nächste Generation wird von einem EyeQ Ultra, angetrieben werden. Die Lösung kombiniert das kamerabasierte Computer-Vision-Subsystem mit einem Radar-Lidar-Subsystem. Mobileye Chauffeur™ bietet eine 360-Grad-Abdeckung durch zwei unabhängige und redundante Erfassungs-Subsysteme, die True Redundancy bieten, um den Validierungsaufwand zu reduzieren und zusammen mit REM AV-Karten sowie RSS die Skalierbarkeit und Sicherheit zu erhöhen.
Nachrüstlösungen
Die Fahrerassistenzsysteme von Mobileye für den Nachrüstmarkt basieren auf der gleichen Kerntechnologie wie die für Serienmodelle. Die Systeme bieten u. a. einen Spurhalteassistenten (LC), einen Kollisionswarner (FCW) und eine adaptive Geschwindigkeitsregelung (ACC). Die Systeme wurden auch in Flottenmanagementsysteme integriert.